# Braulio Fernández Aguirre
Braulio Fernández Aguirre (San Pedro de las Colonias, Coahuila; 21 de noviembre de 1912 - Torreón, Coahuila; 3 de diciembre de 2013) fue un político y contador público mexicano, miembro del Partido Revolucionario Institucional. Ocupó los cargos de gobernador de Coahuila, diputado, senador y presidente municipal y además ejerció labores como agricultor.

## Biografía
La instrucción primaria la realizó en San Pedro, y en Saltillo terminó estudios de Contaduría. Trabajo en el departamento de Tránsito de Torreón; visitador de Hacienda. Tesorero Municipal al tiempo que dedicaba su atención a la agricultura. Presidente Municipal de Torreón por primera ocasión en 1946. Durante este periodo se inauguró el Campo Aéreo y el Palacio Federal. De nuevo fue elegido alcalde para el periodo 1958 a 1960. Su gestión distinguió por haber dotado de agua y de alumbrado público a las colonias populares; remodeló el Mercado Villa y el de La Alianza. Edificó el gimnasio, la cárcel municipal y los juzgados. Diputado federal (1961 – 1963), gobernador Constitucional de Coahuila de 1963 a 1969. Presidió un gobierno progresista que se destacó por la profunda reforma administrativa que imprimió a las dependencias oficiales. Inauguró carreteras, atendió con esmero los aspectos educativos y las obras públicas, destinando a estos rubros más del 60% del presupuesto estatal. Electo senador de la República de 1970 a 1976 siendo a la vez nombrado por el presidente de la República Luis Echeverría Álvarez, director general de la Comisión Nacional de las Zonas Áridas. Cumplida esta última encomienda se retiró a la vida privada atendiendo con singular éxito la explotación del cultivo de la vid y la nuez en su rancho Tierra Blanca, cercano a Matamoros.
Sus hijos Braulio Manuel Fernández Aguirre y Héctor Fernández Aguirre han desempeñado diversos cargos políticos por designación o por elección en diversos niveles, alternando con la agricultura en su Rancho Tierra Blanca.
Falleció en Torreón, Coahuila el día 3 de diciembre de 2013 a la edad de 101 años.